# Абдыгалиулы, Берик
Берик Абдыгалиулы (каз. Берік Әбдіғалиұлы; при рождении Берик Бахытович Абдыгалиев; род. 18 сентября 1971, Улытау, Карагандинская область, Казахская ССР) — известный казахстанский учёный, общественный деятель, историк, кандидат политических наук. Руководитель научно-методического центра «Архив-2025». Первый аким Улытауской области.

## Биография
Родился 18 сентября 1971 года в Улытауском районе Карагандинской области. Происходит из подрода мажик рода суйиндык племени аргын. В 1988 году окончил гимназию № 45 им. Б. Момышулы в г. Тараз.
В 1994 году окончил Казахский Национальный Университет им. Аль-Фараби по специальности «История». Курсы: Американское агентство по содействию науке (США) стажировка в органах госуправления США (07.1995), Гарвардский университет, Школа государственного управления им. Дж. Кеннеди (США) «Стратегическое планирование и управление» (09.1997). В 2000 году становится кандидатом политических наук (Институт философии и политологии НАН РК). В 2017 защитил степень MBA по специальности «Региональный и Муниципальный менеджмент» в Российской академии народного хозяйства и государственной службы при Президенте РФ (г. Москва)
С 1994 по 1995 год — научный сотрудник Казахстанского института стратегических исследований при Президенте РК (КИСИ), с 1995 по 1997 год — заведующий отделом внутренней политики, заместитель директора.
В 1997 году становится заместителем начальника управления СМИ в Национальном агентстве по делам печати и массовой информации РК.
С 1997 по 1998 год — Начальник управления анализа и планирования Министерства информации и общественного согласия РК.
С 1998 по 1999 год — Зам. директора Департамента внутренней политики Министерства культуры, информации и общественного согласия РК.
С 1999 по 2000 год — Зам. заведующего Центром в Аналитическом Центре Совета Безопасности РК.
С 2000 по 2001 год — Первый заместитель директор в КИСИ при Президенте РК.
С 2001 по 2002 год — заместитель акима в г. Темиртау (Карагандинская область).
С 2002 по 2003 год — Директор НУ «Институт национальных исследований».
С 2003 по 2004 год — Руководитель предвыборного штаба в ДПК «АК ЖОЛ».
С 2004 по 2005 год — Президент ОФ «Фонд политического образования».
С 2005 по 2006 год — Советник в Общенациональном союзе предпринимателей и работодателей «Атамекен».
В 2006 году — Советник мэра г. Вышгород, Киевская область, Украина.
С 2006 по 2007 год — Директор ТОО Центр национального развития «Атамекен».
С 2007 по 2008 год — Гл. инспектор в Администрации Президента РК, зам.зав. Отдела внутренней политики.
С 2008 по 2010 год — Директор ОФ «Президентский Фонд развития государственного языка».
В 2010 — Аким Улытауского района, Карагандинская область.
С 2010 по 2012 год — Аким г. Жезказган, Карагандинской области.
В 2012 году — Советник 1-го Вице-Премьера РК.
С 2012 по 2013 год — Аким г. Аркалык, Костанайская область.
В 2013 — Заместитель акима Карагандинской области.
В 2016—2017 год — Советник директора КИСИ при Президенте РК, главный научный сотрудник.
С 2016 года Главный научный сотрудник Военно-исторического музея Вооруженных сил РК, Министерство обороны РК.
С мая 2017 по май 2019 года — Руководитель Научно-исследовательского Центра «Сакральный Казахстан» Национального музея РК.
С 2019 года — Внештатный советник Министра культуры и спорта РК, руководитель научно-методического центра «Архив-2025» Национального Архива РК.
Депутат Мажилиса Парламента Республики Казахстан седьмого созыва (с 14 января 2021)
С 11 июня 2022 года по 9 октября 2024 года — аким Улытауской области.
C 11 октября 2024 года — директор Национального музея Республики Казахстан.

## Награды
- Орден «Құрмет» (2017).
- Медали — «10 жыл Астана» (2008)
- «Қазақстан Тәуелсіздігіне 20 жыл» (2011)
- «20 жыл Астана» (2018).
- Нагрудные знаки — «Қазақстан Республикасының ғылымын дамытуға сіңірген еңбегі үшін» МОН РК (2016)
- «Мәдениет саласының үздігі» МКС РК (2019).

## Проекты и публикации
- 1996 г. Государственная политика и межнациональные отношения в Республике Казахстан. А., 65 с.
- 1997 г. Россия и казахстанские русские. А., 118 с.
- 2003 г. Социально-политический менеджмент. Темиртауский опыт. А., 310 с.
- 2003 г. Саяси ой тарихы. А., 275 с. (в соавторстве)
- 2003 г. Политизация этничности: процессы, механизмы, последствия. А., 182 с.
- 2004 г. Один из авторов проекта «День баурсака», г. Алматы.
- 2005 г. Автор и руководитель проекта «7 Чудес Казахстана», издание фотоальбома на трех языках и учебного пособия.
- 2006 г. Автор и руководитель проекта «Декабрь. 1986», издание 10-томника сборника документов и воспоминаний.
- 2007 г. Казахская миссия. А., 2007. 316 с.
- 2009 г. Саяси сөздік. А., 2007. 616 с. (в соавторстве).
- 2009—2013 г. Автор проекта «Казахский альманах», ежеквартальный журнал.
- 2014 г. Қазақ болайық. Сб.ст. Астана, 2014. 359 с.
- 2015 г., 2019 г. Забытые Герои. Герои Советского Союза. Автор проекта, составитель.
- 2016 г. Торғай көтерілісі. Сб. материалов. Астана, 2016. 244 с. Автор составитель.
- 2017—2019 гг. Войско Алаш. А., 2017. 416 с.
- 2017—2019 гг. Алашорда әскері. Войско Алаш-Орды. А., 2019. 710 с.
- 2017—2019 гг. Гл.редактор энциклопедии «Сакральные объекты Казахстана». Т.1,2.
- 1994—2019 г. Более 100 научных публикаций в казахстанских и зарубежных научных изданиях.